# القطیفه
القطیفة (به عربی: القطیفة) یک منطقهٔ مسکونی در سوریه است که در استان ریف دمشق واقع شده‌است.

## خصوصیات
القطیفة ۲۶٬۶۷۱ نفر جمعیت دارد و ۹۴۰ متر بالاتر از سطح دریا واقع شده‌است.